# Hieracium parryi
Hieracium parryi ist eine Pflanzenart aus der Gattung der Habichtskräuter (Hieracium) innerhalb der Familie der Korbblütler (Asteraceae). Sie kommt nur in den westlichen US-Bundesstaaten Kalifornien und Oregon vor.

## Beschreibung

### Vegetative Merkmale
Hieracium parryi ist eine ausdauernde krautige Pflanze, die Wuchshöhen von 15 bis 45 Zentimetern, gelegentlich auch mehr erreicht. Die Stängel sind gestielten und drüsigen sowie mit feinen und rauen 0,1 bis 0,3 Zentimeter langen Haaren besetzt und haben eine ebenfalls rau und drüsig behaarte Basis.
An der Stängelbasis befinden sich keine oder bis zu fünf grundständige Laubblätter, während sich am Stängel zwei bis acht Laubblätter befinden. Die Blattspreite ist bei einer Länge von 3 bis 10 Zentimetern sowie einer Breite von 0,3 bis 3 Zentimetern lanzettlich-elliptisch bis lanzettlich mit keilförmiger Spreitenbasis und stumpfer bis spitzer Spreitenspitze. Die Spreitenränder sind meist ganzrandig, gelegentlich aber auch gezähnelt. Sowohl die Blattunterseite als auch die Blattoberseite ist mit feinen und rauen 0,1 bis 0,3 Zentimeter langen Haaren besetzt, seltener auch unbehaart.

### Generative Merkmale
Die Blütezeit umfasst die Monate Juni und Juli. Der schirmrispige Gesamtblütenstand enthält meist ein bis zwölf oder mehr körbchenförmige Teilblütenstände. Der Blütenstandsschaft ist dicht mit drüsigen und gestielten Haaren besetzt. Das bei einer Größe von 1 bis 1,2 Zentimetern glockenförmige Involucrum enthält 13 bis 21, gelegentlich auch mehr an der Unterseite drüsig behaarte Hüllblätter mit mehr oder weniger zugespitzten Spitzen. Die Blütenkörbchen enthalten 30 bis 60 oder auch mehr Zungenblüten. Die gelben Zungenblüten sind 0,9 bis 1,1 Zentimeter lang.
Die Achänen sind bei einer Länge von 0,25 bis 0,3 Zentimetern säulenförmig. Der Pappus besteht aus 50 bis 60 oder mehr weißen Borstenhaaren, welche etwa 0,5 Zentimeter lang sind.

## Vorkommen
Hieracium parryi kommt im westlichen Teil der Vereinigten Staaten nur in den Bundesstaaten Kalifornien und Oregon vor.
Hieracium parryi gedeiht in Höhenlagen von 10 bis 2000 Metern auf offenen Standorten in Gebüschen, an mit Gräsern bewachsenen Hängen sowie entlang von Serpentinen.

## Taxonomie
Die Erstbeschreibung als Hieracium parryi erfolgte 1922 durch Karl Hermann Zahn in Adolf Englers Das Pflanzenreich, Band 79, Seiten 1128 bis 1129.